# Ermin Šiljak
Ermin Šiljak (ur. 11 maja 1973 w Lublanie) – słoweński piłkarz grający na pozycji napastnika. Występował między innymi w takich klubach jak Olimpija Lublana, SC Bastia, Servette FC, Panionios Ateny, Excelsior Mouscron oraz Dalian Shide. W reprezentacji Słowenii wystąpił 48 razy, strzelając 14 bramek. Był uczestnikiem Mistrzostw Europy w 2000 roku.